# Frígia Primera
Frígia Primera (en llatí Frigia Prima) era una província romana creada cap a l'any 294 per la nova divisió que va fer de l'Imperi l'emperador Dioclecià en les anomenades Reformes de Dioclecià. Estava formada per la part occidental i sud de Frígia fins llavors dins la província d'Àsia.
Limitava al sud amb les províncies de Cària, de Lícia i de Pamfília, a l'est, amb Psídia i Frígia Segona, al nord en part amb Frígia Segona i en part amb Bitínia, i a l'oest amb la província d'Hel·lespont i la de Lídia. La seva capital era Laodicea del Licos.
Frígia Primera i Frígia Segona van passar a formar part de la Diòcesi d'Àsia amb les reformes de Constantí I el Gran, diòcesi que va desaparèixer amb Justinià I l'any 535. Al segle iv la part sud de Frígia Primera s'havia unit a Psídia i el sud-oest, a la zona del riu Meandre es va incorporar a Cària i va prendre el nom de Frígia Pacaciana (en llatí Frigia Pacatiana). Més tard va formar part del Tema dels Anatòlics.

## Ciutats
- Iluza